# Tautomeria
In chimica per tautomeria si intende una particolare forma di isomeria tra composti organici. Le molecole tra le quali esiste tautomeria sono dette tautomeri e la reazione chimica che serve per interconvertire i diversi tautomeri è detta tautomerizzazione.
Nella maggior parte dei casi la tautomerizzazione comporta un trasferimento di un protone o di un atomo di idrogeno, accompagnata dallo scambio di un legame covalente singolo con uno doppio adiacente: si parla in questo caso di tautomeria prototropica; più rari sono i casi di tautomeria aniotropica in cui ad essere scambiato è un gruppo idrossilico. In soluzione, dove è possibile che avvenga la tautomerizzazione, si raggiunge un equilibrio chimico tra i vari tautomeri. L'esatta frazione di ciascun tautomero dipenderà da numerosi fattori quali la temperatura, il solvente e il pH.
Le principali coppie tautomeriche sono:
- chetone / enolo (tautomeria cheto-enolica) - vi è soggetta la base azotata guanina
- chetene / inolo
- ammina / immina - tra gli altri casi anche nella base azotata citosina e adenina
- ammide / acido imminico - che può aver luogo nella citosina o durante la reazione di idrolisi del nitrile
- lattame / lattime - analogo al precedente che si verifica però in composti eterociclici; ne possono essere soggette le basi azotate guanina, timina e citosina.
- immina / enammina, che può ad esempio avvenire nell'amminoacido istidina
- nitroderivati / acidi nitronici, solo per quei nitroderivati con almeno un atomo di idrogeno in alfa al nitrogruppo.
- tiochetone / tioenolo

| Riassunto tautomerie | Riassunto tautomerie | Riassunto tautomerie             | Riassunto tautomerie       |
| A-X-Y=Z con A = H+   | X=Y-Z-A              |                                  |                            |
| -------------------- | -------------------- | -------------------------------- | -------------------------- |
| H-C-C=O              | C=C-O-H              | Tautomeria cheto-enolica         |                            |
| H-N-C=O              | N=C-O-H              | Tautomeria ammide-acido immidico | Tautomeria lattame-lattime |
| H-C-C=N              | C=C-N-H              | Tautomeria immina-enammina       |                            |
| H-N-C=NH             | N=C-NH2              | Tautomeria immina-ammina         |                            |